# 園田正和
園田 正和（そのだ まさかず、1925年1月5日 - ）は、兵庫信用金庫の名誉会長。
1965年瀧川勝二（当時兵庫トヨタ自動車社長）などの推薦をうけ、1951年に誕生した神和信用金庫の、全国で一番若い理事長として30歳にて就任。1974年はりま信用金庫と神和信用金庫は合併し、兵庫信用金庫が誕生。理事長に就任。

## 来歴・人物
兵庫県神戸市出身。雲中小学校、神戸一中、（現兵庫県立神戸高等学校）、同志社大学卒業。神戸市中央区熊内の財閥一家で当時は不動産や両替業を営む園田家の長男として誕生。
（詳細：自費出版「奴雁の人」より）。
| スタブアイコン | サブスタブ | この項目は、まだ閲覧者の調べものの参照としては役立たない、人物に関連した書きかけの項目です。この項目を加筆・訂正などしてくださる協力者を求めています（P:人物伝/PJ:人物伝）。 |